# Acer senecaense
Acer senecaense é uma espécie de árvore do gênero Acer, pertencente à família Aceraceae.